# Martinet des Andes
Aeronautes andecolus
Espèce
Statut de conservation UICN

 LC  : Préoccupation mineure
Le Martinet des Andes (Aeronautes andecolus) est une espèce d'oiseau de la famille des Apodidae.

## Répartition
Cet oiseau vit en Amérique du Sud (Argentine, Bolivie, Chili et Pérou).

## Sous-espèces
D'après Alan P. Peterson, cette espèce est constituée des trois sous-espèces suivantes :
- Aeronautes andecolus andecolus (Orbigny & Lafresnaye) 1837 ;
- Aeronautes andecolus parvulus (Berlepsch & Stolzmann) 1892 ;
- Aeronautes andecolus peruvianus (Chapman) 1919.